# Відьмак 2: Убивці королів
Відьмак 2: Убивці королів (пол. Wiedźmin 2: Zabójcy Królów, англ. The Witcher 2: Assassins of Kings) — рольова відеогра, розроблена польською компанією CD Projekt RED за мотивами серії романів «Відьмак» відомого польського письменника Анджея Сапковського, продовження (сиквел) відеогри Відьмак 2007 року випуску. Міжнародний реліз гри відбувся 17 травня 2011 року. Цільовою платформою гри є Windows (PC). Анонсований вихід гри для платформи Xbox 360 на початку 2012 року.
Бюджет гри перевищує 30 мільйонів злотих.. Гра була видана 17 травня 2011 року. Видавцями в Північній Америці є Atari, в Польщі і в східній Європі CD Projekt. Фірма Namco Bandai — видавець у західній Європі на близькому сході та в Африці, а також в Азії і Австралії.

## Ігровий процес

Битва відьмака з драугом.

Система бою покращена із порівнянням на попередніми іграми серії. Відьмак динамічно б'ється і робить різноманітні удари. Він як і завжди має 2 мечі, перший для того щоб битися із людьми, другий для потвор. Можна робити парування мечем, ухиляння, переверти, також використовувати бомби і пастки. Відьмак також володіє різними магічними знаками. Ними він може захистити себе, поставити пастку, розбити перешкоду чи відкинути ворога, підпалити його, та ін. Відьмак може виготовляти і приймати різні еліксири, вони надають йому різні ефекти, такі як: +20 % швидше відновлювати енергію або здоров'я, −30 % запасу здоров'я. Також можна наносити на зброю різні мастила, що покращуватє її бойові властивості.
В середньому проходження займає 40 годин.

## Сюжет

### Пролог
Гра починається із того що, головний герой відьмак Геральт із Ривії (пол. Geralt z Rivii) напівживий йде лісом. Після того він опиняється у замку де його допитує капітан «Блакитних смуг» (пол. «Niebieskie pasy»). Під час розмови герой згадує події від початку штурму замку, аж до вбивства короля Фольтеста (Foltest). Після штурму король хоче побачити своїх дітей, які знаходились у монастирі, де причаївся найманець переодягнений монахом. Геральт іде із Фольтестом у монастир, та цього разу врятувати короля вже не вдається, вбивця утікає через вікно, стрибнувши у воду. Солдати, які прийшли на місце злочину, вирішили що вбивцею є Геральт та ув'язнили його. Історія повертається до розповіді капітана «Блакитних смуг». Капітан зрозумів, що Геральт невинний, і дозволив йому втекти із замку. Після втечі Геральт подався на пошуки вбивці короля, а з ним Трісс — його коханка, та капітан королівського спецпідрозділу «Блакитні смуги» - Вернон Рош, який і влаштував втечу. Так закінчується пролог.

### 1 глава
Дія першої глави відбувається у торговій факторії королівства Темерії — Флотзамі (англ. Flotsam). Флотзам оточений густим лісом, який населяють різноманітні чудовиська, а місцеве населення роздирають расові конфлікти та майнові суперечки, саме сюди після вбивства Фольтеста прибуває його вбивця.
До ватажка повстанського загону прийшов вбивця Фольтеста і запропонував співпрацю, із собою він взяв голову короля.
Геральт зі своїми супутниками висадився на берег неподалік від Флотсема і наткнувся на засідку скоятаелів — ельфів-месників під керівництвом Йорвета (Iorveth). Пробившись до міста, Геральт приходить на центральну площу, де на ешафоті бачить своїх друзів — Золтана Хівая (Zoltan Chivay) та барда Любистка (пол. Jaskier). Домовившись з комендантом факторії, Геральт рятує друзів від смерті. Пізніше на пристані Геральт бачить гігантське морське чудовисько, що мешкає в гавані та нападає на торгові судна, та знайомиться з чаклункою Шеалою де Тансервілль (Sheala de Tancarville), яка прибула до Флотзама, аби вбити монстра. Геральт погоджується допомогти їй в цьому. Готуючись до битви з потворою, Геральт досліджує місцевість та знайомиться з мешканцями міста. Він з'ясовує, що у місті чиниться беззаконня та насильство над старшими расами. Після вбивства монстра Геральт зустрічається з Йорветом, який допомагає йому зустрітися з убивцею королів — Лето із Гулети (Letho of Gulet) — і з'ясовує, що був знайомий з ним до втрати пам'яті. Після битви з Лето, Геральт йде в місто, у якому розпочався бунт: люди вбивають ельфів і краснолюдів. Шукаючи Трісс, Геральт з'ясовує, що Лето викрав її та змусив телепортуватись до міста Верген (нім. Vergen). Далі Геральту доводиться вибрати з ким продовжити дорогу — Йорветом чи Верно́ном Роше (фр. Vernon Roche). При виборі шляху Йорвета Геральт разом з бандою скоятаелів захоплює тюремну барку і вирушає до Вергена переслідуючи Лето. Обравши Роше, Геральт повинен забратися у резиденцію коменданта факторії і вбити його, після чого на кораблі Роше він вирушає до табору короля Хенсельта (нім. Henselt), що стоїть під Вергеном.

### 2 глава
В Нижній Мархії (пол. Dolna Marchia) відбувається зустріч короля сусіднього королівства Каедвена (Kaedwen) Хенсельта зі спадкоємцем вбитого короля Демавенда (Demawend), принцом Стеннісом (Stennis), і лідером селянського повстання Саскією Драконовбивцею (пол. Saskia Smokobójczynia). Бійка, що починається на переговорах, дає вихід прокляттю, що було накладено на поле бою, і проти людей повстають привиди солдатів, що померли тут раніше.

#### Шлях Йорвета
Геральт з Йорветом приходять до табору Саскії саме в час коли активується прокляття. Вони поспішають до місця переговорів і рятують Саскію та принца Стеніса від привидів, та з допомогою чаклунки Філіппи Ейльхарт виводять їх з поля бою. Герой і його супутники прямують до краснолюдського міста Вергена. Тут Саскія збирає військову раду, на якій повідомляє, що збирається об'єднати сили селян, дворян, краснолюдів і загін Йорвета, щоб перемогти Хенсельта. На цій раді Саскію отруїли і вона ледве змогла вижити. Геральт бере на себе завдання знайти інгредієнти для того щоб вилікувати Саскію, а також знайти артефакти, що допоможуть зняти прокляття. В цей час селяни здіймають бунт і Геральт може дозволити їм вбити принца Стенніса чи не дозволити це зробити. Після цього Геральт за допомогою Філіппи проходить через імлу, яку створило прокляття, проникає в табір посла Нільфгаарда (Nilfgaard) і з'ясовує, що це він викрав Трісс, але не встигає його зупинити, і той втікає до Лок-Муїне (Loc Muinne). Зібравши всі артефакти, Геральт входить в туман і знімає прокляття. Після цього король Хенсельт атакує Верген і зазнає поразки, він здається і погоджується з умовами повстанців. Йорвет помічає зміни в характері Саскії після облоги, пізніше він з Геральтом з'ясовують, що Філіппа наклала на неї закляття контролю свідомості. Геральт з Йорветом вирушають в Лок-Муїне за Філіппою та Саскією.

#### Шлях Роше
Геральт разом з Верноном Роше прибувають до табору Каедвену в момент активації прокляття. Після короткої розмови з десятником Зивіком (Zyvik) подорожні одразу прямують до місця переговорів, де рятують короля Хенсельта з його радником, чаклуном Детмольдом (нім. Detmold), від привидів загиблих солдат і виводять їх з поля бою. За сюжетом Геральт мусить зняти прокляття Сабріни Глевіссіг (Sabrina Glevissig) з короля Хенсельта, зібравши певні артефакти та виконавши ритуал. Після зняття прокляття Хенсельт запрошує відьмака до свого намету, аби віддячити йому, але через деякий час на життя короля посягають Зерріт (Serrit) та Еган (ірл. Egan), спільники вбивці Фольтеста і Демавенда. Геральт рятує монарха і вбиває Егана, Зерріту вдалося втекти. Після сеансу некромантії,відьмак дізнається про плани вбивць королів і вирушає до їх укриття, де зустрічає Зеріта, який вмирає. Зібравши всі необхідні артефакти Геральт входить до примарної імли та знімає прокляття. Через деякий час відьмак приходить до тями в наметі. Геральт дізнався від Любистка, що змовники проти короля знаходяться в будинку на пагорбі, куди він і вирушив. Виявляється, що організатором змови був Вернон Роше. Після невдалої організації заколоту Роше вирушає з Геральтом до табору Хенсельта, де вони помічають повішених солдат «Блакитних смуг» і зв'язану Вес (Ves). Після цього вони вирушають до Фергена. Геральт проривається до будинку Філіппи Ейльгарт, де відьмака застає Хенсельт з солдатами. Геральт дізнається, що Верген у руках Хенсельта. Відьмак вбиває каедвенських солдатів та перемагає Хенсельта. Після цього до будинку заходить Вернон Роше, який бажає помститися королю за страту своїх солдат. В гравця є вибір: віддати Хенсельта на поталу Роше, або залишити короля в живих. Після цих подій Геральт з Верноном Роше вирушають до Лок-Муїне в пошуках вбивці королів та Трісс Мерігольд.

### 3 глава
Ґеральт прибуває в Лок-Муїнне з Йорветом або Роше, залежно від того, кому він допомагав раніше. Маги скликали нараду для створення нового магічного правлячого органу, відомого як Капітул, і всі королі прибувають в Лок-Муїнне. Філіппа Ейльгарт і Шеалою де Тансервілль мають намір використати зустріч для встановлення власної влади використовуючи  Саскію як важіль.
Якщо Геральт прибуде з Йорветом, він повинен вибрати між порятунком Трісс або порятунком Філіппи, яка є єдиною людиною, здатною зняти заклинання з Саскії, але яку схопив і осліпив король Реданії. Якщо Геральт прибуде з Рошем, він повинен вибрати між порятунком Трісс або порятунком викраденої принцеси Анаїс з Темерії. Залежно від вибору, зустріч королівських магів переривається, коли прибувають нільфгаардські сили з Лето, який розкриває змову чарівниць, або якщо Трісс врятують – незалежно від того, кому Ґеральт допомагав, – замість цього вона розкриває змову чарівниць.
Зустріч знову перериває Саскія у формі дракона, яка все ще знаходиться під контролем Філіппи. Геральт переслідує Шеалу, яка намагається використати свій мегаскоп (магічний телепорт), щоб втекти. Однак Лето саботував мегаскоп, в якому Шеала застрягла. Ґеральт може або врятувати її або нічого не робити і в такому випадку Шеала розривається на шматки. Нарешті Ґеральт вступає в двобій  із Саскією, після чого він може вбити її, дати їй жити або (якщо він врятував Філіппу раніше) розірвати заклинання накладене на Саскію.